# Giovanca Ostiana
Giovanca Desire Ostiana (Alkmaar, 22 maart 1977), als zangeres bekend als Giovanca, is een Nederlandse zangeres, tekstschrijfster, presentatrice en model van Curaçaose afkomst.

## Biografie
Giovanca's ouders zijn van Curaçao naar Nederland verhuisd om te studeren. Giovanca groeide op in Amstelveen en bezocht daar het gymnasium op het Keizer Karel College en behaalde in 2007 haar master in de orthopedagogiek aan de Universiteit van Amsterdam.
Ze heeft tien jaar als achtergrondzangeres opgetreden en in de studio gestaan met diverse acts, zoals Izaline Calister, Rootsriders, Jhelisa Anderson, Benny Sings (die later de producer van haar albums werd), Noisia en Wouter Hamel. Sinds 2006 trad ze steeds meer uit de schaduw, in eerste instantie in samenwerking met andere artiesten. Begin 2007 was zij een van de zangeressen op de cd The Mighty 8 van het Nationaal Pop Instituut.
Eind 2007 behaalde Giovanca de Nederlandse hitparade met As long as we're in love, een duet met Wouter Hamel. In de loop van 2007 verscheen ze diverse keren op de landelijke televisie (onder andere in De Wereld Draait Door, Pauw & Witteman), in dagbladen (waaronder Het Parool) en in tijdschriften (waaronder Nieuwe Revu).
In maart 2008 verscheen haar solo-debuutalbum, getiteld Subway silence, bij het label Dox Records. De eerste single van dit album, On my way, leidde tot liveoptredens bij onder andere GIEL, Raymann is Laat en Goedemorgen Nederland.
Giovanca ontving op 3 maart 2010 uit handen van Frank Boeijen een Zilveren Harp. Op 26 maart 2010 kwam haar tweede album While I'm awake uit, waarvan het nummer Drop it de eerste single werd. Met dit album werd ze genomineerd voor een Edison in de categorie Jazzism Publieksprijs. Op 20 september 2013 verscheen haar derde album Satellite love.
Vanaf januari 2017 t/m december 2019 presenteerde Giovanca het VPRO-programma Vrije Geluiden, als opvolgster van Melchior Huurdeman.
Van januari 2020 tot april 2023 vormt Ostiana samen met Tijs van den Brink een van de vijf presentatieduo's van het praatprogramma Op1 op NPO 1. Zij presenteren dit programma voor de Evangelische Omroep.
Zij heeft zich ook ingezet voor goede doelen. Als ambassadrice van Plan Nederland is ze onder andere actief geweest in Sierra Leone.

## Discografie

### Albums
| Album met eventuele hitnotering(en) in de Nederlandse Album Top 100 | Datum van verschijnen | Datum van binnenkomst | Hoogste positie | Aantal weken | Opmerkingen      |
| ------------------------------------------------------------------- | --------------------- | --------------------- | --------------- | ------------ | ---------------- |
| Unsigned: The Mighty 8                                              | 2007                  | -                     |                 |              | met The Mighty 8 |
| Subway silence                                                      | 2008                  | 12-04-2008            | 46              | 23           | Goud             |
| While I'm awake                                                     | 2010                  | 03-04-2010            | 15              | 19           |                  |
| Satellite love                                                      | 2013                  | 28-09-2013            | 18              | 5            |                  |

### Singles (hitnoteringen)
| Single met eventuele hitnotering(en) in de Nederlandse Top 40 | Datum van verschijnen | Datum van binnenkomst | Hoogste positie | Aantal weken | Opmerkingen                                                                                                 |
| ------------------------------------------------------------- | --------------------- | --------------------- | --------------- | ------------ | --- |
| As long as we're in love                                      | 2007                  | -                     |                 |              | met Wouter Hamel / Nr. 58 in de Single Top 100                                                              |
| On my way                                                     | 2008                  | -                     |                 |              | Nr. 99 in de Single Top 100                                                                                 |
| Drop it                                                       | 2010                  | -                     |                 |              | Nr. 71 in de Single Top 100                                                                                 |
| Wereldwijd orkest                                             | 2011                  | 03-12-2011            | 12              | 4            | Als onderdeel van Diverse artiesten / met Het Metropole Orkest & Vince Mendoza / Nr. 1 in de Single Top 100 |

### Overige singles
- Joyride (2008)
- Hypnotize you (2009)
- Free (2009)
- Everything (2010)
- Lovechild (2010)
- How does it feel (2013)
- Lockdown (2013)
- I will wait (2013)

## Televisie
- Vrije Geluiden (2017-2019) - presentatie
- Vier handen op één buik (2017) - deelneemster
- Op1 (2020-2023) - duopresentatie met Tijs van den Brink
- Zing! (2023-2024) - duopresentatie met Anne-Mar Zwart
- Het grote 30 tellen tv toernooi (2023) - duopresentatie met Bert van Leeuwen
- Secret Duets (2024) - secret singer
- That's My Jam (2025) - deelneemster

## Brief aan haar dochter
Op 21 maart 2021 publiceerde ze een brief aan haar dochter Jesamy.